# نیکلای رزانوف

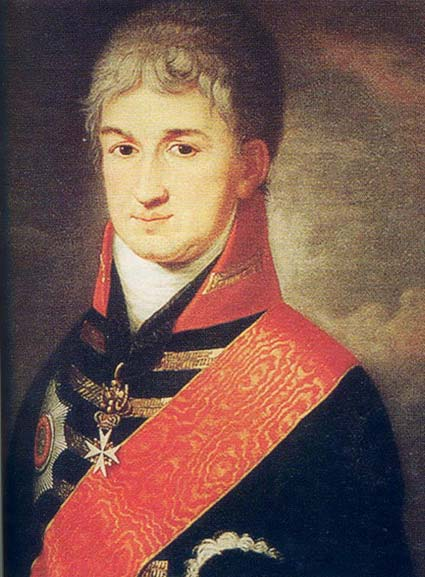
تصویری نقاشی شده از رزانوف در State Historical Museum

نیکلای رزانوف (روسی: Николай Петрович Резанов) (۱۷۶۴ – ۱۸۰۷) یک اشراف‌زاده و دولتمرد روس بود که در سال (۱۸۰۴) به عنوان نماینده روسیه جهت بستن یک معاهده تجاری به ژاپن اعزام شد.